# Elaeagnus gonyanthes
Elaeagnus gonyanthes — вид квіткових рослин з родини маслинкових (Elaeagnaceae). Поширення: Південно-Центральний і Південно-Східний Китай, Хайнань, Камбоджа, Лаос, В'єтнам.

## Середовище
Населяє гірські ліси; на висотах нижче 1000 метрів.

## Біоморфологічна характеристика
Це вічнозелений плетистий кущ заввишки ≈ 4 метрів або більше. Гілки тонкі, колючки відсутні; старі гілки голі, блискучі; молоді гілки зі щільними коричнево-червоними лусками. Ніжка листка коричнева, 4–8 мм; листкова пластинка еліптична або довгасто-еліптична, 5–9 × 1.2–5 см, обидві поверхні лускаті, зверху голі, бічні жилки 7–10 з кожного боку середньої жилки, основа закруглена, край дуже вузько загнутий, верхівка тупа. Квітконіжка 3–6 мм. Квітки поодинокі, білі, зовні сріблясто-лускаті. Кістянка жовтувато-червона, широкоеліпсоїдна, 1.5–2.2 см. Цвітіння: з жовтня по листопад; плодіння: з лютого по березень.